# Port lotniczy Zaria
Port lotniczy Zaria (IATA: ZAR, ICAO: DNZA) – port lotniczy zlokalizowany w pobliżu miasta Zaria, położonego w stanie Kaduna, w Nigerii.
Lotnisko znajduje się 7 km na północ od miasta. Na jego terenie ma swoją siedzibę Nigeryjska Wyższa Szkoła Technologii Lotniczej (ang. Nigerian College of Aviation Technology, NCAT). Jest to lotnisko szkoleniowe, przeznaczone do przygotowania studentów do różnych zawodów związanych z lotnictwem. Dlatego nie są tutaj obsługiwane loty rejsowe ani żadne regularne operacje lotnicze.
Uczelnia została założona w 1964 roku. Odpowiada ona za szkolenie pilotów, kontrolerów ruchu lotniczego, inżynierów konserwacji statków powietrznych, inżynierów telekomunikacji lotniczej, personelu pokładowego, dyspozytorów lotniczych i innych specjalistów lotniczych.